# (17133) 1999 JC81
A (17133) 1999 JC81 a Naprendszer kisbolygóövében található aszteroida. A LINEAR projekt keretében fedezték fel 1999. május 12-én.